# Nazionale maschile di hockey su ghiaccio del Sudafrica
La nazionale di hockey su ghiaccio maschile del Sudafrica è controllata dalla Federazione di hockey su ghiaccio del Sudafrica, la federazione sudafricana di hockey su ghiaccio, ed è la selezione che rappresenta il Sudafrica nelle competizioni internazionali di questo sport.